# Roger Kirk
Roger Kirk (Newport, Rhode Island, 2 de novembro de 1930) é um diplomata e embaixador dos Estados Unidos a Somália (1973-1975) e Romênia (1985-1989).
Em 1952, ele serviu Força Aérea dos Estados Unidos de 1952 a 1955. De 1963 até 1975 foi o embaixador dos Estados na Somália. Em 1978 ele foi nomeado para ser o representante adjunto dos Estados Unidos para a Agência Internacional de Energia Atômica. 
Ele é membro da Academia Americana de Diplomacia.